# Communauté de communes de la Côtière à Montluel
Die Communauté de communes de la Côtière à Montluel ist ein französischer Gemeindeverband mit Rechtsform einer Communauté de communes im Département Ain, dessen Verwaltungssitz sich in dem Ort Montluel befindet.
Der Gemeindeverband besteht aus neun Gemeinden, denen des ehemaligen Kantons Montluel. Er wurde am 28. Dezember 1993 unter dem Namen Communauté de communes du Canton de Montluel gegründet, als Folge der Auflösung des Kantons im Jahre 2015 jedoch umbenannt. Präsident des Gemeindeverbandes ist Philippe Guillot-Vignot.

## Aufgaben
Zu den vorgeschriebenen Kompetenzen gehören die Entwicklung und Förderung wirtschaftlicher Aktivitäten und des Tourismus sowie die Raumplanung auf Basis eines Schéma de Cohérence Territoriale. Der Gemeindeverband betreibt die Straßenmeisterei, die Abwasserentsorgung und die Abfallwirtschaft. Zusätzlich baut und unterhält der Verband Sport- und Kultureinrichtungen.

## Mitgliedsgemeinden
Folgende neun Gemeinden gehören der Communauté de communes de la Côtière à Montluel an:
| Gemeinde                                        | Einwohner 1. Januar 2022 | Fläche km² | Dichte Einw./km² | Code INSEE | Postleitzahl |
| ----------------------------------------------- | ------------------------ | ---------- | ---------------- | ---------- | ------------ |
| Balan                                           | 2.878                    | 18,04      | 160              | 01027      | 01360        |
| Béligneux                                       | 3.484                    | 13,30      | 262              | 01032      | 01360        |
| Bressolles                                      | 1.003                    | 7,73       | 130              | 01062      | 01360        |
| Dagneux                                         | 4.741                    | 6,65       | 713              | 01142      | 01120        |
| La Boisse                                       | 3.401                    | 9,40       | 362              | 01049      | 01120        |
| Montluel                                        | 6.879                    | 40,11      | 172              | 01262      | 01120        |
| Niévroz                                         | 1.648                    | 10,46      | 158              | 01276      | 01120        |
| Pizay                                           | 922                      | 11,18      | 82               | 01297      | 01120        |
| Sainte-Croix                                    | 548                      | 10,62      | 52               | 01342      | 01120        |
| Communauté de communes de la Côtière à Montluel | 25.504                   | 127,49     | 200              | –          | –            |